# عمیر
عمیر (به عربی: عمير) یک شهرداری در الجزایر است که در استان تلمسان واقع شده‌است.